# روبن رويز دياز
روبن رويز دياز (بالإسبانية: Rubén Ruiz Díaz)‏ (مواليد 11 نوفمبر 1969) هو لاعب كرة قدم. يلعب مع منتخب باراغواي لكرة القدم. سبق له أن لعب في كأس العالم لكرة القدم مع منتخب بلاده.

## روابط خارجية
- روبن رويز دياز على موقع الاتحاد الدولي (مؤرشف)  (الإنجليزية)
- روبن رويز دياز على موقع قاعدة بيانات كرة القدم.إي يو (الإنجليزية)
- روبن رويز دياز على موقع ناشيونال فوتبول تيمز (الإنجليزية)
- روبن رويز دياز على موقع عالم كرة القدم.نت (الإنجليزية)
- روبن رويز دياز على موقع أوليمبيديا (الإنجليزية)